# (29472) Hurvínek
(29472) Hurvínek – planetoida z pasa głównego asteroid okrążająca Słońce w ciągu 4 lat i 89 dni w średniej odległości 2,62 j.a. Została odkryta 27 października 1997 roku w obserwatorium astronomicznym w Ondřejovie przez Lenkę Šarounovą. Nazwa planetoidy pochodzi od czeskiej marionetki przedstawiająca Hurvínka, złośliwego syn Spejbla, postaci występujących w praskim teatrze od lat 20. XX wieku. Przed jej nadaniem planetoida nosiła oznaczenie tymczasowe (29472) 1997 UV7.